# Chile en los Juegos Suramericanos de la Juventud
Chile participa en los Juegos Suramericanos de la Juventud desde la primera edición, realizada en Lima en el 2013.

## Medallero histórico
| Año   | Sede     | Posición | Oro | Plata | Bronce | Total |
| ----- | -------- | -------- | --- | ----- | ------ | ----- |
| 2013  | Lima     | 7/14     | 8   | 12    | 21     | 41    |
| 2017  | Santiago | 4/14     | 21  | 29    | 38     | 88    |
| 2021  | Rosario  | 5/15     | 15  | 22    | 23     | 60    |
| Total | Total    | 5/15     | 44  | 63    | 82     | 189   |

## Medallistas
La siguiente tabla muestra las medallas obtenidas por deportistas chilenos.
| Evento        |    |    |    |     | Detalle |
| ------------- | -- | -- | -- | --- | --- |
| Lima 2013     | 8  | 12 | 21 | 41  | Atletismo, 100 m con vallas ; Diego Delmonaco Canotaje, Canoa; Cristian Vera Esgrima, Espada; Analía Fernandez Esgrima, Florete; Juvenal Alarcón Judo, -52 kg; Bárbara Cáceres Remo, Doble scull; Patricio Alarcón y Sebastián Figueroa Taekwondo, -55 kg; Francisca Ríos Triatlón, Individual; Catalina Iñiguez Atletismo, 1500 m; Johanny Espinoza Atletismo, Salto con longitud; Diego Delmonaco Atletismo, 800 m; Wisny Mathews Ciclismo, BMX; Rosario Aguilera Ciclismo, ciclismo de montaña; Pedro Burns Clavados, Trampolín 3 m; Wendy Espina Clavados, Trampolín mixto; Wendy Espina y Vladimir Badilla Esgrima, Sable; Ricardo Alvarez Gimnasia, Saltos; Bastián Salazar Remo, Scull individual; Daniela Ovalle Remo, Doble scull; Camila Celedón y Florencia Gomez Triatlón, Individual; Javier Tapia Atletismo, 800 m ; Johanny Espinoza Atletismo, Salto de altura; Ángel Rickenberg Atletismo, Lanzamiento de disco; José Ballivián Atletismo, Salto de altura; Camila Arrieta Boxeo, -64 kg; Marco Gutiérrez Ciclismo, Ciclismo de montaña; Nicolás Delich Ciclismo, Campo a través ; Pedro Burns y Gigliola Monichi Ciclismo, Prueba por equipos; Equipo chileno Clavados, Trampolín 3 m; Vladimir Badilla Esgrima, Espada; Rodrigo Alarcón Esgrima, Florete; Constanza Poblete Esgrima, Sable; Josefa Fajardo Halterofilia, +63 kg; Lenka Rojas, Halterofilia, 85 kg; Roberto Astete Halterofilia, +85 kg ; Juan Navarrete Judo, -63 kg ; Constanza Candia Judo, -78 kg; Alejandra Allende Lucha grecorromana, -50 kg; Esteban Acuña Taekwondo, -55 kg; Gerad Tolosa Taekwondo, -73 kg; Angelo Segura Tenis de mesa, Individual; Juan Lamadrid |
| Santiago 2017 | 21 | 29 | 38 | 88  | Atletismo, Salto de altura ; Nicolás Numair Atletismo, 800 m; Laura Acuña Atletismo, 1500 m; Laura Acuña Atletismo, Salto con garrocha; Javiera Contreras Atletismo, Lanzamiento de bala; Javiera Bravo Baloncesto 3x3, Campeonato masculino; Álvaro Pimentel, Felipe Inyaco, Kevin Rubio y Pablo Campos Baloncesto 3x3, Shotout mixto; Jovanka Ljubetic Canotaje, K1; Ferbanda Iracheta Ciclismo, Contrarreloj; Héctor Quintana Ciclismo, Ciclismo de montaña; Catalina Vidaurre Ciclismo, Omnium; Catalina Soto Ciclismo, Ruta; Aiyelen Leal Ciclismo, Persecución individual; Catalina Soto Esgrima, Florete; Katina Proestakis Esgrima, Equipo mixto; Katina Proestakis, Joaquín Bustos, Leopoldo Alarcón, Roberto Monsalva, Rosario Díaz y Simran Moolchandaney Golf, Individual; Martín León Karate, -61 kg; Maximiliano Flores Remo, Dos remos largos sin timonel; Catalina Santiago y Isidora Niemeyer Taekwondo, -48 kg; Dylan Iturra Tenis de mesa, Individual; Nicolás Burgos Triatlón, Individual ; Cristóbal Baeza Atletismo, 110 m vallas; Martín de Santa Atletismo, Lanzamiento de martillo; Juan Salazar Atletismo, Salto largo; Rocío Muñoz Atletismo, Salto triple; Josefina Aller Boxeo, 54 a 57 kg; Luis Cruzat Boxeo, 48 a 50 kg; Kim-Berly Sandoval Ciclismo, Omnium; Jacob Decar Ciclismo, Persecución individual; Héctor Quintana Ciclismo, Velocidad por equipos; Aiyelen Leal y Lourdes Alfaro Ciclismo, Velocidad por equipos; Jacob Decar y Tomás Quiroz Ciclismo, Ruta; Paula Vejar Clavados, Trampolín 3 m; Elías Aros y Jerson Heredia Esgrima, Espada; Joaquín Bustos Esgrima, Sable; Roberto Monsalva Golf, Individual; Jan Hellema Karate, -53 kg; Francisca Gomez Lucha libre, -52 kg; Javiera Ortega Natación, 100 m mariposa; Benjamín Schnapp Remo, Par de remos cortos; Christopher Ojeda Remo, Par de remos cortos; Christina Hostetter Taekwondo, -63 kg; Sergio Rebolledo Taekwondo, -73 kg; Luciano González Taekwondo, -55 kg; Florencia Castillo Tenis de mesa, Dobles; Andrés Martinez y Nicolás Burgos Tenis de mesa, 1500 m; Andrés Martinez y Nicolás Burgos Tenis de mesa, Individual; Valentina Ríos Tenis de mesa, Equipo; Jerusalén Flores y Valentina Ríos Tenis de mesa, Dobles mixto; Nicolás Burgos y Valentina Ríos Triatlón, Individual; Martín Baeza Atletismo, Salto con garrocha; Cristóbal Nuñez Atletismo, 3000 m; Daniela Muñoz Atletismo, Salto de altura; Catalina Schulz Atletismo, Salto con garrocha; Renata Crestani Atletismo, Lanzamiento de martillo; Jossefa Muñoz Atletismo, Lanzamiento de jabalina; Catalina Irribarra Bádminton, Individual; Alonso Medel Bádminton, Dobles; Alonso Medel y Cristóbal Conejero Bádminton, Dobles; Ashley Montre y Mickaela Skaric Boxeo, 50 a 52 kg; Orlando González Boxeo, 66 a 70 kg; Antonio Simicic Boxeo, 57 a 60 kg; Dennise Bravo, Canotaje, C-1; Michael Martinez Canotaje, C-1 ; Isidora Arias Ciclismo, Eliminator montaña ; Tomás Caulier Ciclismo, Campo a través montaña; Catalina Vidaurre Ciclismo, Eliminator montaña; Yarela González Ciclismo, Ruta; Catalina Soto Clavados, Trampolín 3 m; Catalina Aros y Marieli Urriola Clavados, Trampolín 3 m mixto; Catalina Aros y Elías Aros Esgrima, Florete; Leopoldo Alarcón Esgrima, Espada; Rosario Díaz Esgrima, Sable; Simran Moolchandaney Golf, Equipo mixto; Antonia Matte y Jan Hellema Halterofilia, -77 kg; Diego Chávez Halterofilia, -85 kg; Nicolás Cuevas Halterofilia, +85 kg; Camilo Zapata Judo, -55 kg; Brian González Karate, -59 kg ; Amapola Iturra Karate, -68 kg; Francisco Pizarro Lucha grecorromana, 69 kg; Sebastián Ortega Natación, 50 m libres; Martín Valdivieso Natación, 50 m mariposa; Benjamín Schnapp Natación, 100 m libres ; Inés Marín Natación, 200 m espalda ; Trinidad Ardiles Remo, Dos remos largos; Alex Canales y José Obando Tenis de mesa, Dobles femenino; Jerusalén Flores y Valentina Ríos Triatlón, Relevo mixto; Antonia Meza, Cristóbal Baeza, Josefina Flores y Martín Baeza |
| Rosario 2022  | 15 | 22 | 23 | 60  | Atletismo, 100 m; Antonia Ramírez Atletismo, Lanzamiento del disco; Alan Fell Atletismo, Lanzamiento de martillo; Cipriano Riquelme Atletismo, Salto de altura; Cristóbal Sahurie Baloncesto 3x3, Shotout; Benjamín Araya Escalada, Individual; José Tomás Ledesma Esgrima, Florete; Rafaela Santibañez Halterofilia, 55 kg; Benjamín Torres Natación, 50 m espalda ; Elías Ardiles Natación, 200 m libres; Eduardo Cisternas Patinaje, 1000 m; Catalina Lorca Taekwondo, -63 kg; Felipe Olivero Tiro con arco, Equipo de arco compuesto mixto; Bernardita Biava y Agustín Infante Tiro con arco, Arco compuesto; Agustín Infante Triatlón, Relevos mixtos; Ignacio Flores, Sebastián Colillanca, Dominga Jácome y Sol Ottenhsimer Atletismo, Salto largo; Matilde Tejos Atletismo, Salto con garrocha; Asunción Dreyfus Atletismo, 800 m; Klaus Scholz Atletismo, Salto con garrocha; Leonardo Olate Atletismo, 200 m; Benjamín Aravena Atletismo, Lanzamiento de bala; Cipriano Riquelme Gimnasia, Arzones; Diego Espejo Gimnasia, Barras paralelas; Diego Espejo Natación, 100 m espalda; Elías Ardiles Natación, 4x100 m libres; Elías Ardiles, Vicente Villanueva, Eduardo Cisternas y Felipe Baffico Natación, 1500 m; Eduardo Cisternas Natación, 200 m espalda; Elías Ardiles Natación, 4x100 m combinados; Elías Ardiles, Vicente Villanueva, Eduardo Cisternas y Felipe Baffico Natación, 400 m libres; Eduardo Cisternas Patinaje, 200 m; Nicolás Albornoz Patinaje, 500 m; Catalina Lorca Patinaje, 500 m; Nicolás Albornoz Rugby a siete, Torneo masculino; Selección chilena Taekwondo, -73 kg; Diego Contreras Tenis de mesa, Equipo mixto; Macarena Reyes, Sofía Vega, Jaime Lama y Josthyn Miranda Tiro con arco, Arco compuesto; Bernardita Biava Voleibol de playa, Torneo masculino; Maximiliano Córdova y Martín Etcheberry Atletismo, 100 m vallas; Catalina Rozas Atletismo, 3000 m; Amparo Herera Atletismo, Salto triple; Matilde Tejos Badminton, Dobles; Rosa Quilodrán y Valentina Vásquez Badminton, Dobles mixto; Benjamín Bahamondez y Valentina Vásquez Baloncesto 3x3, Shotout; Isidora Sánchez Esgrima, Espada; Javier Carmona Gimnasia, Barra fija; Cristóbal Cuevas Hockey 5, Torneo femenino; Selección chilena Hockey 5, Torneo masculino; Selección chilena Judo, -66 kg; Fabricio Meyer Judo, -63 kg; Constanza Pérez Karate, -59 kg; Danae Guerra Karate, -68 kg; Massimo Zunini Natación, 50 m mariposa; Felipe Baffico Patinaje, Danza libre; Abel Latallada Patinaje, 200 m; Catalina Lorca Taekwondo, -55 kg; Josefa Orellana Taekwondo, -55 kg; Bastián González Tenis, Dobles; Nicolás Villalón y Alejandro Bancalari Tiro con arco, Equipo de arco recurvo mixto; Matilde Baeza y Agustín Contreras Tiro con arco, Arco compuesto; Agustín Contreras Triatlón, Individual; Dominga Jácome |
| Total         | 44 | 63 | 82 | 189 | |

## Medallas obtenidas
| Deporte        | Oro | Plata | Bronce | Total |
| -------------- | --- | ----- | ------ | ----- |
| Atletismo      | 10  | 13    | 13     | 36    |
| Ciclismo       | 5   | 7     | 7      | 19    |
| Esgrima        | 5   | 3     | 7      | 15    |
| Taekwondo      | 3   | 4     | 4      | 11    |
| Triatlón       | 3   | 2     | 2      | 7     |
| Baloncesto 3x3 | 3   | 0     | 1      | 4     |
| Natación       | 2   | 7     | 5      | 14    |
| Remo           | 2   | 4     | 1      | 7     |
| Tiro con arco  | 2   | 1     | 2      | 5     |
| Canotaje       | 2   | 0     | 2      | 4     |
| Tenis de mesa  | 1   | 6     | 2      | 9     |
| Patinaje       | 1   | 3     | 2      | 6     |
| Karate         | 1   | 1     | 4      | 6     |
| Golf           | 1   | 1     | 1      | 3     |
| Halterofilia   | 1   | 0     | 6      | 7     |
| Judo           | 1   | 0     | 5      | 6     |
| Escalada       | 1   | 0     | 0      | 1     |
| Clavados       | 0   | 3     | 3      | 6     |
| Gimnasia       | 0   | 3     | 1      | 4     |
| Boxeo          | 0   | 2     | 4      | 6     |
| Lucha          | 0   | 1     | 2      | 3     |
| Rugby a siete  | 0   | 1     | 0      | 1     |
| Voleibol playa | 0   | 1     | 0      | 1     |
| Bádminton      | 0   | 0     | 5      | 5     |
| Hockey 5       | 0   | 0     | 2      | 2     |
| Tenis          | 0   | 0     | 1      | 1     |
| 26 deportes    | 44  | 63    | 82     | 189   |